# 古代史时间线
这段古代史时间线列出了从信史开始到中世纪早期的历史事件。在此之前的时期被称为史前时期，文明尚未进入文字记录阶段，也没有书面语言。
千年：公元前4千年｜公元前3千年｜公元前2千年｜公元前1千年
世纪：公元前34世纪｜公元前33世纪｜公元前32世纪｜公元前31世纪｜公元前30世纪｜公元前29世纪｜公元前28世纪｜公元前27世纪｜公元前26世纪｜公元前25世纪｜公元前24世纪｜公元前23世纪｜公元前22世纪｜公元前21世纪｜公元前20世纪｜公元前19世纪｜公元前18世纪｜公元前17世纪｜公元前16世纪｜公元前15世纪｜公元前14世纪｜公元前13世纪｜公元前12世纪｜公元前11世纪｜公元前10世纪｜公元前9世纪｜公元前8世纪｜公元前7世纪｜公元前6世纪｜公元前5世纪｜公元前4世纪

## 早期历史
- 公元前 4 千年晚期：苏美尔楔形文字系统和埃及象形文字首次被使用。[1][2]
- 公元前 3200 年：希腊的基克拉泽斯文明兴起。
- 公元前 3200 年：小北文明在秘鲁崛起。
- 公元前 3200 年：伊朗的原始埃兰文明崛起。
- 公元前 3200 年：苏格兰的斯卡拉布雷建成。
- 公元前 3100 年：埃及第一王朝成立。[3]
- 约公元前 3000 年：巨石阵开始建造，最初为一个圆形的沟壑和土堤，有 56 根木桩。[4]
- 约公元前 3000 年：罗马尼亚和乌克兰的克克塔尼文化建立。
- 公元前 3000 年：伊朗的吉罗夫特文化开始。
- 公元前 3000 年：埃及人首次使用莎草纸。
- 公元前 3000 年 – 公元前 2500 年：西非最早的本土铁器生产证据。[5]
- 公元前 3000 年 – 公元前 2300 年：东非的牧业新石器文化在劳斯伽姆北部石柱遗迹建造了东非最早、最大的墓地。[6]
- 公元前 3000 年：在颜那亚文化中马被驯化。
- 公元前 2800 年：印度河流域文明的科特迪吉（Kot Diji）阶段开始。
- 公元前 2800 年：中国的龙山文化开始。
- 公元前 2700 年：克里特岛的米诺斯文明的古宫城市克诺索斯达到了 80,000 名居民。
- 公元前 2700 年：伊朗的埃兰崛起。
- 公元前 2700 年：埃及古王国开始。
- 公元前 2600 年：最古老的已知文学作品：来自阿布萨拉比克的苏美尔文献，包括《舒鲁帕克的教导》（Instructions of Shuruppak）和《凯什神庙赞歌》（Kesh temple hymn）。[7][8][9]
- 公元前 2600 年：印度河流域文明（位于今天的巴基斯坦和印度）的哈拉帕阶段开始。
- 公元前 2600 年：玛雅文化在尤卡坦半岛出现。
- 公元前 2560 年：法老胡夫完成吉萨大金字塔。邦特之地首次出现在埃及记录中，位于非洲之角。
- 公元前 2500 年 – 公元前 1500 年：努比亚的克尔马文化开始。
- 公元前 2500 年：西伯利亚弗兰格尔岛上的最后一批猛犸象灭绝。
- 公元前 24 世纪晚期：阿卡德帝国成立（年代取决于使用中年表还是短年表）。[10]
- 公元前 2291 年：法老特提被认为是最早被刺杀的受害者。
- 公元前 2250 年：最古老的已知上帝图像——美洲发现的上帝杖图像。
- 公元前 2200 年 – 公元前 2100 年：4.2 千年事件：一个严重的干旱期，可能与邦德事件有关，在北非、大部分中东和北美大陆被记录下来。这些干旱很可能导致了埃及古王国和美索不达米亚阿卡德帝国的崩溃。
- 公元前 2200 年：巨石阵的建设完成。
- 公元前 2115 年：亚美尼亚传说中的建国日期，由哈伊克所创。[11][12]
- 公元前 2055 年：埃及中王国时期开始。[13]
- 公元前 1900 年：中国二里头文化开始。
- 公元前 1800 年：字母文字出现。
- 公元前 1800 年：《吉尔伽美什史诗》的旧巴比伦版本是该叙事的最早完整版本。[14][15]
- 公元前 1780 年：汉谟拉比法典的最早记录。
- 约公元前 1750 年：迈锡尼文明在希腊大陆开始。
- 公元前 1700 年 – 公元前 1400 年：原始迦南字母是最古老的字母系统，在埃及创立。
- 公元前 1700 年：印度河流域文明结束，但继续由墓地 H 文化延续；北美的贫困点文化开始。
- 公元前 1600 年：米诺斯火山爆发摧毁了阿克罗蒂里，并对克里特岛东部的一些米诺斯遗址造成了破坏。[16][17][18]
- 公元前 1600 年：中国商朝开始，[19]已有成熟的文字系统，如甲骨文。
- 约公元前 1550 年：埃及新王国开始。[20]
- 公元前 1500 年 – 公元前 400 年：奥尔梅克文明在前哥伦布时期的墨西哥繁荣发展，属于中美洲的成型期。[21]
- 公元前 1500 年：《梨俱吠陀》的创作完成。[22]
- 约公元前 1400 年：最古老的已知带有符号的歌曲。
- 公元前 1200 年 – 公元前 1150 年：青铜时代的崩溃发生在西南亚和东地中海地区。这一时期也是《伊利亚特》和《奥德赛》史诗的背景（这些史诗大约在四个世纪后创作）。[23]
- 公元前 1200 年：哈尔施塔特文化开始。
- 约公元前 1180 年：赫梯帝国瓦解。[24]
- 公元前 1100 年：铁器的使用扩展。
- 约公元前 1050 年：腓尼基字母被创造。
- 约公元前 1046 年：周武王率领部队推翻了商朝最后一位国王；周朝在中国建立。
- 公元前 1000 年：西非的诺克文化开始。
- 公元前 1000 年：第二批班图扩张到非洲大湖地区，形成了一个重要的人口中心。
- 公元前 890 年：《伊利亚特》和《奥德赛》创作的约定年代。
- 公元前 814 年：腓尼基人在突尼斯建立迦太基。
- 公元前 800 年：希腊城邦兴起。
- 公元前 788 年：马来西亚古吉打（双溪峇都）的铁器时代开始。
- 约公元前 785 年：库施王国兴起。

## 古典时代
古典古代是一个广义的术语，指的是围绕地中海的漫长文化历史时期，包括古希腊和古罗马的交织文明。它指的是古希腊和古罗马的时间框架。古代历史包括从公元前776年（第一届奥林匹克运动会）开始的有记录的希腊历史。这大致与公元前753年罗马的传统建城日期以及罗马历史的开始相吻合。
- 公元前776年：首次记录的古代奥林匹克运动会。
- 公元前771年：中国春秋时期开始；周朝权力减弱；百家争鸣的时代开始。
- 公元前753年：罗马建城（传统日期）。
- 公元前745年：提格拉特帕拉沙尔三世成为亚述的新国王，随着时间的推移，他征服了邻国，并将亚述变成了一个帝国。
- 公元前728年：米底帝国的兴起。
- 公元前700年：阿拉比亚费利克斯（Arabia Felix）的马里布（Marib）大坝建设开始，位于现代的沙特阿拉伯和也门。
- 公元前653年：阿契美尼德王朝的兴起。
- 公元前650年至公元前550年：乌雷（Urewe）文化主导了非洲大湖区。这是非洲最古老的铁冶炼中心之一。
- 公元前621年：德拉古在古典雅典用书面法律取代口头法律，被认为是雅典民主发展的早期举措之一。
- 公元前612年：巴比伦人、米底人和斯基泰人的联盟成功摧毁了尼尼微，导致亚述帝国的随之灭亡。
- 公元前600年：潘地亚王国在南印度建立。
- 公元前600年：印度出现了十六个大国（“大国”或“伟大王国”）。
- 公元前600年：在瓦哈卡发现了萨波特克文明使用的书写系统的证据。
- 约公元前600年：萨奥文明在乍得湖附近兴起。
- 公元前594年：梭伦被任命为古典雅典的执政官，并开始发布公民权和司法改革，赋予雅典公民参与政府的权利。
- 公元前563年：悉达多·乔达摩（佛陀），佛教的创始人，出生于释迦族的王子，该族统治着摩揭陀的一部分（十六大国之一）。
- 公元前551年：孔子，儒家学派的创始人，出生。
- 公元前550年：居鲁士大帝建立阿契美尼德帝国。
- 公元前549年：筏驮摩那，耆那教的创始人，出生。
- 公元前546年：居鲁士大帝推翻吕底亚国王克洛伊苏斯。
- 公元前544年：摩揭陀在频毗娑罗的领导下崛起，成为主导力量。
- 公元前539年：新巴比伦帝国的灭亡，居鲁士大帝解放了犹太人。
- 公元前529年：居鲁士大帝去世。
- 公元前525年：波斯的冈比西斯二世征服古埃及。
- 约公元前512年：波斯的大流士一世（大流士大帝）征服了东色雷斯，马其顿自愿臣服，并吞并了利比亚王国，波斯帝国达到最大范围。
- 公元前509年：卢修斯·塔克文·苏佩布斯被驱逐，罗马共和国成立（传统日期）。
- 公元前508年：雅典共和国建立了雅典民主制度。
- 公元前500年：波你尼在《八章书》中规范了梵文的语法和形态学，波你尼规范化的梵文被称为古典梵文。
- 公元前499年：米利都国王阿里斯塔哥拉斯煽动整个希腊小亚细亚对波斯帝国叛乱，开始了希波战争。